# Muhammed Türkmen
Muhammed Türkmen (* 9. April 1986 in Ulubey) ist ein türkischer Fußballspieler.

## Karriere

### Vereinskarriere
Muhammed Türkmen begann mit dem Vereinsfußball in seiner Geburtsstadt in der Jugend des Amateurvereins Altaş Soya Spor. Hier wurde er mit 14 Jahren für die türkische U-15 Jugendnationalmannschaft nominiert. Durch seine Einsätze in der türkischen U-15 wurden die Talentjäger von Fenerbahçe Istanbul auf ihn aufmerksam und holten ihn im August 2001 in die Jugend ihres Vereins. Nachdem er bis zum Sommer 2005 in der Jugend von Fenerbahçe aktiv gewesen war, wurde ihm nahegelegt zu wechseln.
So wechselte als Profispieler zum Drittligisten İnegölspor. Hier schaffte er es auf Anhieb in die Stammformation und spielte dort zwei Spielzeiten durchgängig.
Zur Saison 2007/08 wechselte er zum Zweitligisten Kocaelispor und dann nach einer halben Spielzeit zu Orduspor. Bei Orduspor kam er sporadisch zum Einsatz und verließ den Verein nach einem Jahr Richtung Drittligist İstanbulspor. Auch hier blieb er lediglich eine Spielzeit und wechselte zum Sommer zum Zweitligisten Kartalspor. Bei Kartalspor gelang ihm der Sprung in die Startelf. Hier spielte er eineinhalb Spielzeiten. Anschließend wechselte er zum Erstligisten MKE Ankaragücü.
Bei seinem neuen Verein fristete er während der Rückrunde ein Reservistendasein und kam lediglich bei einer Pokalbegegnung zum Einsatz.
Zur Saison 2011/12 kam ein Wechsel zum Zweitligisten Karşıyaka SK im letzten Moment nicht zustande. So blieb er bei Ankaragücü. In den ersten Wochen der Saison geriet sein Verein in finanzielle Engpässe und konnte über lange Zeit die Spielergehälter nicht zahlen. So trennten sich viele Spieler. Türkmen entschied sich zu bleiben und spielte begünstigt durch Spielermangel nahezu immer als Stammspieler. Er hielt dem Verein die Treue und führte den Verein als Mannschaftskapitän durch den Abstiegskampf. 2012 verließ er den Verein und ist seit dem vereinslos.

### Nationalmannschaftskarriere
Muhammed Türkmen spielte neben der türkischen U-15 auch für die U-17 und U-18 Jugendnationalmannschaften.